# 1992年バルセロナオリンピックのトルコ選手団
1992年バルセロナオリンピックのトルコ選手団（1992ねんバルセロナオリンピックのトルコせんしゅだん）は、1992年7月25日から8月9日にかけてスペインのカタルーニャ州バルセロナで開催された1992年バルセロナオリンピックのトルコ選手団、およびその競技結果。

## 概要
今大会は金メダル2個、銀メダル2個、銅メダル2個の合計6個のメダルを獲得した。

## メダル
| メダル | 選手名                 | 競技 | 種目           |
| ------ | ---------------------- | ---- | -------------- |
| 銅     | ヒュリヤ・シェンユルト | 柔道 | 女子48kg以下級 |